# Brasil na Copa Davis de 2015
Na Copa Davis de 2015, o Brasil acumulou duas derrotas, resultando no rebaixamento ao grupo I do zonal americano do ano seguinte.
Com a vitória sobre a Espanha em 2014, a equipe retornou à elite da do torneio após dois anos. Em 18 de setembro do mesmo ano, o sorteio Federação Internacional de Tênis (ITF) definiu a Argentina como rival dos brasileiros no começo de 2015. Os albicelestes tiveram o mando de jogo.

## Resultados
| Fase          | Nível         | Mandante  | Visitante | Resultado geral |
| ------------- | ------------- | --------- | --------- | --------------- |
| Primeira fase | Grupo Mundial | Argentina | Brasil    | 3–2             |
| Play-offs     | Grupo Mundial | Brasil    | Croácia   | 1–3             |

### Primeira fase
O terceiro jogo, entre Mayer e Souza entrou para a história como o jogo de simples mais longo da história da Copa Davis até então, com duração de 6h42min.
Datas: 6 a 8 de março
| Cidade       | Piso   | Dia | Vencedor                  | Perdedor                         | Resultado                   |
| ------------ | ------ | --- | ------------------------- | -------------------------------- | --------------------------- |
| Buenos Aires | saibro | 1   | João Souza                | Carlos Berlocq                   | 6–4, 3–6, 7–5, 6–3, 6–2     |
| Buenos Aires | saibro | 1   | Leonardo Mayer            | Thomaz Bellucci                  | 6–4, 6–3, 1–6, 6–3          |
| Buenos Aires | saibro | 2   | Marcelo Melo Bruno Soares | Carlos Berlocq Diego Schwartzman | 7–5, 6–3, 6–4               |
| Buenos Aires | saibro | 3   | Leonardo Mayer            | João Souza                       | 7–64, 7–65, 5–7, 5–7, 15–13 |
| Buenos Aires | saibro | 3   | Federico Delbonis         | Thomaz Bellucci                  | 6–3, 3–6, 6–2, 7–5          |

### Play-offs
Datas: 18 a 20 de setembro
| Cidade        | Piso   | Dia | Vencedor                  | Perdedor                  | Resultado                |
| ------------- | ------ | --- | ------------------------- | ------------------------- | ------------------------ |
| Florianópolis | saibro | 1   | Thomaz Bellucci           | Mate Delić                | 6–1, 6–4, 3–6, 6–4       |
| Florianópolis | saibro | 1   | Borna Ćorić               | João Souza                | 6–4, 7–65, 6–1           |
| Florianópolis | saibro | 2   | Ivan Dodig Franko Škugor  | Marcelo Melo Bruno Soares | 6–0, 3–6, 7–62, 7–63     |
| Florianópolis | saibro | 3   | Borna Ćorić               | Thomaz Bellucci           | 6–2, 4–6, 7–64, 4–0, ab. |
| Florianópolis | saibro | 3   | João Souza vs. Mate Delić | João Souza vs. Mate Delić | não jogado               |